# Herpystostena
Herpystostena là một chi bướm đêm thuộc phân họ Tortricinae của họ Tortricidae.

## Các loài
- Herpystostena sicaria (Diakonoff, 1982)